# Schizaphis scirpicola
Schizaphis scirpicola är en insektsart som först beskrevs av Hille Ris Lambers 1960.  Schizaphis scirpicola ingår i släktet Schizaphis och familjen långrörsbladlöss. Inga underarter finns listade i Catalogue of Life.